# Kameradschaft (Figurengruppe)

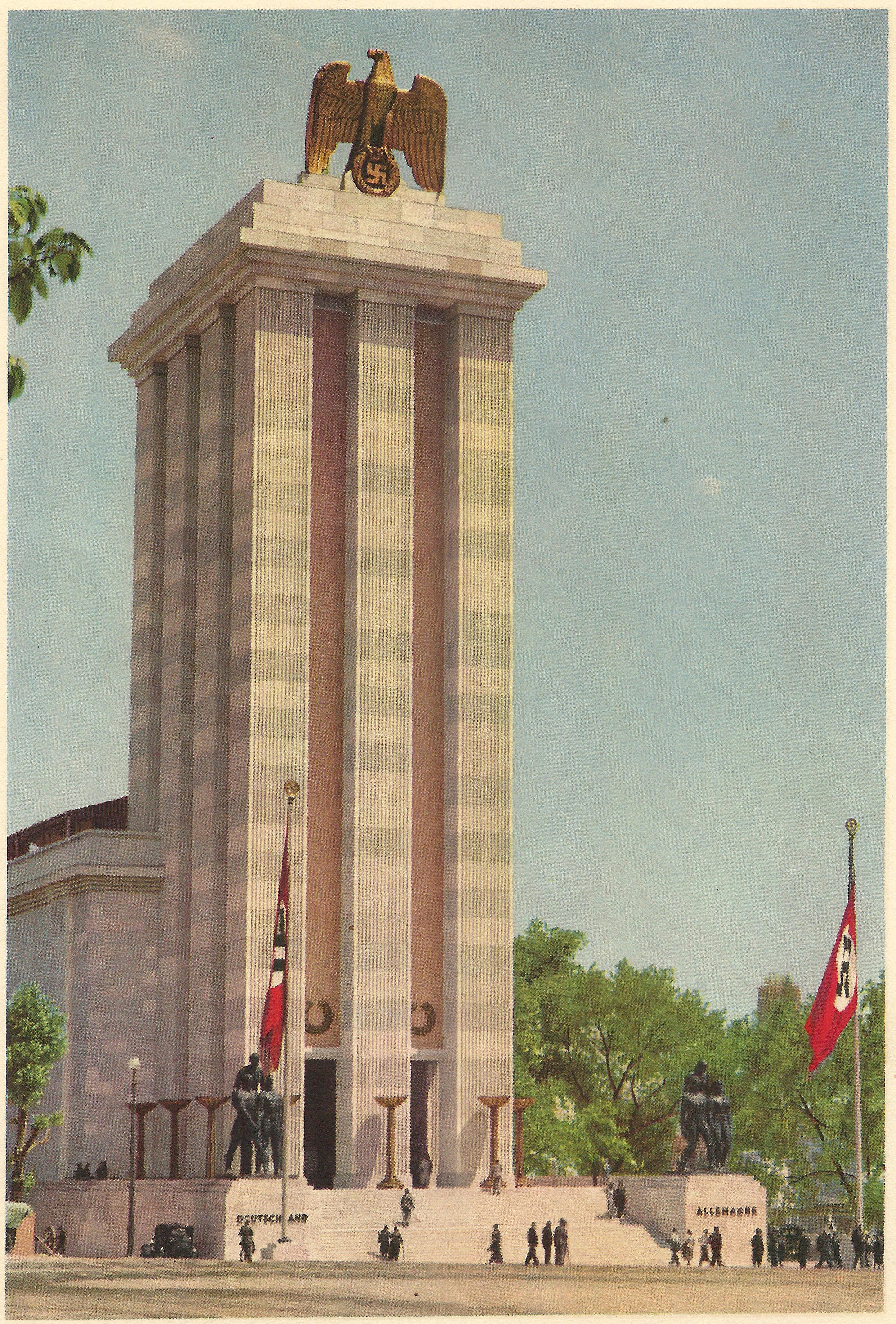
Der deutsche Pavillon in Paris, links vor dem Eingang die Gruppe

Kameradschaft war eine monumentale Figurengruppe des österreichischen Bildhauers Josef Thorak. 
Er schuf sie als eine von zwei Bronzegruppen für den Eingangsbereich des deutschen Pavillons bei der Weltausstellung 1937 in Paris. Die Arbeit zeigte zwei nebeneinander stehende nackte Männer mit zum Himmel gerichtetem Blick, die einander die Hand geben. Die Statuen waren 6,70 Meter hoch. Eine Gipskopie der Gruppe wurde im Sommer 1937 bei der Großen Deutschen Kunstausstellung im Haus der Kunst in München gezeigt. Der Verbleib der beiden Figuren ist unbekannt.